# Lina Abu Akleh
Lina Abu Akleh é uma defensora dos direitos humanos palestina-armênia, que foi nomeada uma das 100 mulheres mais inspiradoras do mundo pela BBC, em 2022. Ela também foi indicada na lista TIME100 Next, no mesmo ano.

## Vida pregressa e educação
Lina Abu Akleh cresceu em Jerusalém, cidade na Ásia Ocidental, reivindicada por Israel e pela Autoridade Palestina como sua capital. Seu pai é palestino e sua mãe é armênia. Lina é bacharel em Estudos Políticos pela Universidade Americana de Beirute, universidade privada no Líbano. Seu mestrado é em Estudos Internacionais e foi concedido pela Universidade de São Francisco, uma universidade jesuíta, seletiva e privada, localizada em San Francisco, na Califórnia, nos Estados Unidos.

## Ativismo
Como sobrinha de Shireen Abu Akleh, um jornalista morto a tiros pelas forças israelenses em 2022, Lina Abu Akleh fez campanha por justiça para sua tia e por questões que afetam os palestinos em geral. Isso incluiu uma petição ao governo dos Estados Unidos para abrir sua própria investigação sobre a morte de sua tia, bem como uma reunião com o secretário de Estado, Antony Blinken.
Em outubro de 2022, ela se encontrou com o Papa Francisco em uma missa em memória de sua tia.

## Reconhecimentos
2022 - 100 mulheres mais inspiradoras do mundo pela BBC.
2022 - TIME100 Next por sua "exigência pública de escrutínio do tratamento de Israel aos palestinos".